# Callopistria grassei
Callopistria grassei là một loài bướm đêm trong họ Noctuidae.